# Kārlis Landers
Kārlis Landers (ur. 5 kwietnia 1883 w guberni kurlandzkiej, zm. 29 lipca 1937 w Moskwie) – łotewski komunista, rewolucjonista, ludowy komisarz kontroli państwowej RFSRR (1918–1919).

## Życiorys
Studiował na Wydziale Historyczno-Filologicznym Uniwersytetu Moskiewskiego, z którego został wydalony, a w 1904 aresztowany i zwolniony. Od 1905 członek SDPRR, bolszewik, był jeszcze siedmiokrotnie aresztowany, a w marcu 1917 został członkiem Komitetu Obwodowego SDPRR(b) w Mińsku, wkrótce potem członkiem Północno-Zachodniego Komitetu Obwodowego SDPRR(b). Od września do listopada 1917 członek Mińskiego Komitetu Wojskowo-Rewolucyjnego, w listopadzie 1917 członek Komitetu Wojskowo-Rewolucyjnego Obwodu i Frontu Zachodniego, od 9 grudnia 1917 do stycznia 1918 przewodniczący Rady Komisarzy Ludowych obwodu zachodniego. Od 9 maja 1918 do 25 marca 1919 ludowy komisarz kontroli państwowej RFSRR, potem pełnomocnik KC RKP(b) ds. mobilizacji i poprawy pracy w guberniach mińskiej i smoleńskiej, 1920 pełnomocnik Czeki na Północnym Kaukazie i szef Wydziału Specjalnego Czeki Frontu Kaukaskiego, w latach 1922–1923 pełnomocnik Rady Komisarzy Ludowych RFSRR przy zagranicznych misjach pomocy głodującym w Rosji, 1923–1925 członek Kolegium Ludowego Komisariatu Handlu Zagranicznego ZSRR, od 1928 na emeryturze.
Rozstrzelany podczas wielkiego terroru w 1937.